# Pierino Baffi
Pierino Baffi (Vailate, 15 settembre 1930 – Bergamo, 27 marzo 1985) è stato un ciclista su strada italiano.
Professionista dal 1953 al 1969, conta la vittoria di diverse tappe in tutti i grandi Giri.

## Carriera
Passato professionista nel 1953, fu gregario di Fiorenzo Magni prima e Gastone Nencini poi, ma ottenne ugualmente numerose affermazioni di prestigio.
Baffi fu uno dei pochi corridori della storia del ciclismo capace di imporsi in frazioni di tutti i grandi Giri, e fra i tre capaci di farlo in un'unica stagione, il 1958 (oltre a lui ci sono riusciti solo lo spagnolo Miguel Poblet e il velocista italiano Alessandro Petacchi). Vinse quattro tappe alla Vuelta a España, cinque al Tour de France e quattro al Giro d'Italia vestendo per due giorni la maglia rosa.
Vinse inoltre importanti classiche italiane come la Milano-Vignola e il Giro di Romagna nel 1956, il Giro dell'Emilia nel 1960 e la Coppa Bernocchi nel 1962.
Soprannominato "Toro di Vailate", indossò per tre volte la maglia azzurra della nazionale italiana in occasione dei Mondiali del 1956 (17º), 1957 (30º) e 1962 (ritirato).
È morto nel 1985 all'età di 54 anni, per un collasso cardiocircolatorio avvenuto a seguito di un intervento chirurgico al cervello per la rimozione di un tumore benigno. Un anno dopo la sua morte, a lui venne intitolato il velodromo della città di Crema.
Suo figlio Adriano divenne anch'egli ciclista, come anche i nipoti Piero e Stefano.

## Palmarès
- 1953 (individuale, tre vittorie)

1ª tappa Giro di Puglia e Lucania (Barletta > Brindisi)
2ª tappa 1ª semitappa Giro di Puglia e Lucania (Brindisi > Lecce)
6ª tappa 2ª semitappa Giro di Puglia e Lucania (Foggia > Barletta)
- 1955 (Nivea-Fuchs, quattro vittorie)

Coppa Mostra del Tessile
Coppa Francesco Gennari
6ª tappa Vuelta a España (Lerida > Barcellona)
9ª tappa Vuelta a España (Tortosa > Valencia)
- 1956 (Nivea-Fuchs, tre vittorie)

Giro di Romagna
1ª tappa Giro d'Italia (Milano > Alessandria)
Milano-Vignola
- 1957 (Arbos, due vittorie)

8ª tappa Tour de France (Colmar > Besançon)
19ª tappa Tour de France (Pau >Bordeaux)
- 1958 (Leo-Chlorodont, sei vittorie)

3ª tappa Vuelta a España (Pamplona > Saragozza)
14ª tappa Vuelta a España (Santander > Gijón)
12ª tappa Giro d'Italia (Scanno > San Benedetto del Tronto)
10ª tappa Tour de France (Saint-Nazaire > Royan)
16ª tappa Tour de France (Tolosa > Béziers)
24ª tappa Tour de France (Digione > Parigi)
- 1959 (Ignis, tre vittorie)

9ª tappa Paris-Nice-Rome (Chiavari > Firenze)
Milano-Mantova
7ª tappa, 2ª semitappa Gran Premio Ciclomotoristico (Caltagirone > Siracusa)
- 1960 (Ignis, quattro vittorie)

4ª tappa, 1ª semitappa Gran Premio Ciclomotoristico (San Severo > Pescara)
5ª tappa Giro d'Italia (Terni > Rimini)
Giro dell'Emilia
Trofeo Fenaroli
- 1961 (Fides, tre vittorie)

5ª tappa Menton-Genova-Roma (Poggibonsi > Roma)
2ª tappa 2ª semitappa Tre Giorni del Sud (Termoli > Campobasso)
Gran Premio Faema
- 1962 (Ghigi, tre vittorie)

Milano-Mantova
Trofeo Matteotti
Coppa Bernocchi (valida come una delle prove del Campionato italiano)
- 1963 (Molteni, cinque vittorie)

2ª tappa Giro d'Italia (Potenza > Bari)
Gran Premio del Centenario in Lussemburgo
1ª tappa Tour de Luxembourg (Lussemburgo > Lussemburgo)
4ª tappa Tour de Luxembourg (Diekirch > Esch-sur-Alzette)
Trofeo Matteotti

### Altri successi
- 1954 (Nivea-Fuchs)

Coppa della Provincia di Bergamo (Circuito)
Gran Premio Paganini (Circuito)
Gran Premio di Abbiategrasso (Circuito)
Gran Premio di Rivarolo Cremonese (Circuito)
- 1955 (Nivea-Fuchs)

12ª tappa Vuelta a España (Madrid, cronosquadre)
Parma (Criterium)
Busto Arsizio (Criterium)
Coppa della Provincia di Bergamo (Circuito)
Gran Premio di Rivarolo Cremonese (Circuito)
Gran Premio Livraga (Circuito)
- 1958 (Leo-Chlorodont)

San Daniele Po (Circuito)
Valeggio (Circuito)
Cesano Maderno (Criterium)
Lecco (Criterium)
Santa Maria Vezzola (Criterium)
- 1959 (Ignis)

Acqui (Criterium)
Rho (Criterium)
- 1960 (Ignis)

Cicognara (Criterium)
- 1961 (Fides)

San Daniele Po (Circuito)
Lavis (Circuito)
Bordighera (Criterium)
- 1963 (Molteni)

Gran Premio del Centenario in Lussemburgo (Criterium)
- 1964 (Molteni)

Gran Premio di Casale (con Franco Cribiori)

## Piazzamenti

### Grandi Giri
- Tour de France

1956: 55º
1957: 23º
1958: 63º
1959: 60º
1960: 68º
1962: 62º
- Giro d'Italia

1954: ritirato
1955: 22º
1956: 16º
1957: 29º
1958: 23º
1959: 53º
1960: 37º
1961: 67º
1962: 46º
1963: 77º
1964: 91º
1965: 72º
- Vuelta a España

1955: 27º
1958: 37º

### Classiche monumento
- Milano-Sanremo

1954: 86º
1955: 82º
1956: 24º
1957: 17º
1959: 35º
1960: 84º
1961: 81º
1962: 74º
1963: 32º
1964: 55º
1965: 89º
- Parigi-Roubaix

1959: 20º
1960: 34º
1963: 63º
1964: 63º
- Giro di Lombardia

1955: 11º
1958: 27º
1959: 21º
1960: 41º

### Competizioni mondiali
- Campionati del mondo

Copenaghen 1956 - In linea: 17º
Waregem 1957 - In linea: 29º
Salò 1962 - In linea: ritirato